# Castellers de Sant Adrià de Besòs
Els Castellers de Sant Adrià són una colla castellera creada l'any 2013 a Sant Adrià de Besòs.

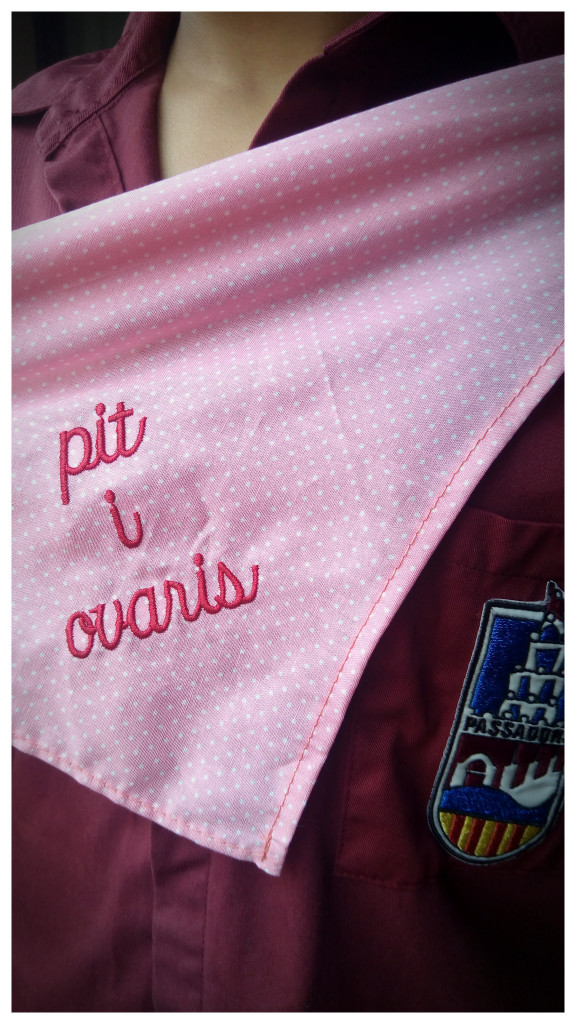
Mocador "pit i ovaris"

Els Passadors celebren el seu bateig el 6 de setembre de 2014 coincidint amb la festa Major de Sant Adrià acompanyats dels seus padrins però indecisions de la canalla els impedeixen carregar els seus primers castells.
L'any 2017 els Passadors presenten la iniciativa "Pit i Ovaris" destinada a recaptar fons per les dones afectades de càncer de mama. Aquesta iniciativa consisteix en la comercialització d'un especial mocador casteller de color rosa on es pot llegir el lema “pit i ovaris” en contraposició al tradicional "pit i collons".